# Vuelo 901 de Alas Chiricanas
El vuelo 901 de Alas Chiricanas fue un trayecto de la aeronave Embraer EMB 110 Bandeirante destruida por un terrorista suicida poco después de despegar del Aeropuerto Internacional Enrique Adolfo Jiménez, cerca de Colón, en Panamá, en la noche del 19 de julio de 1994. Murieron 21 personas, incluyendo 12 empresarios judíos. Es considerado como el peor acto terrorista registrado en Panamá.
Poco después del atentado, una organización con el nombre de Ansar Allah ("Los seguidores de Dios"), emitió un comunicado expresando su autoría, y afirmando que el ataque fue una operación suicida. Más tarde se determinó que no existía la organización. Las autoridades panameñas realizaron detenciones en relación con el atentado, pero el caso quedó sin resolver.

## Hechos
A las 5:10 p. m. del 19 de julio de 1994 partió del Aeropuerto Enrique A. Jiménez, en France Field, Ciudad de Colón, con destino a Ciudad de Panamá, la aeronave HP-1202AC, un bimotor turbohélice Bandeirante modelo EMB 10 fabricado por la empresa brasileña Embraer y propiedad de la compañía Alas. La nave era pilotada por el capitán Edmundo Delgado, oficial activo del Servicio Aéreo Nacional (SAN) y estudiante de derecho de la Universidad de Panamá.
A bordo del Embraer iban 21 personas (18 pasajeros y 3 tripulantes). 12 de los ocupantes eran empresarios de la Zona Libre de Colón, integrantes de la comunidad judía de Panamá. Apenas 10 minutos después del despegue, a las 5:20 p. m. un fogonazo, seguido por una fuerte explosión, se vio y se sintió sobre las montañas de Santa Isabel, en la provincia de Colón.
Primeramente se pensó que era un accidente pero las investigaciones determinaron que era un acto terrorista.

## Hipótesis de investigación
Cuando se inició la investigación se pensaron en dos hipótesis, que esa era una factura entre los Carteles de Narcotraficantes colombianos de la época o que el atentado había sido producto de un ataque terrorista por parte de algún grupo radical islámico e iba dirigido indiscriminadamente a la comunidad judía.

### Posible relación con el caso AMIA
Se investigó una posible relación en el Atentado a la AMIA por autoridades argentinas con el caso panameño debido a que la organización Ansar Allah se adjudicó ambos atentados y que el atentado ocurrió después de los hechos trágicos de Buenos Aires.

### Ansar Allah
Poco después de que el vuelo se estrellase, una organización con el nombre de Ansar Allah ("Los seguidores de Dios"), emitió un comunicado expresando su apoyo al bombardeo, y afirmando que el ataque había sido una operación suicida cometida por una persona con un nombre árabe. Más tarde, se determinó que no existía la organización.

### Grupo Hezbolá
En 2018, el entonces presidente Juan Carlos Varela, en una visita a Israel se reunió con el primer ministro Benjamín Netanyahu, y éste le informó que la inteligencia israelí confirmó que el grupo libanés Hezbolá estuvo detrás del atentado en Panamá.

## Lista de víctimas
En el atentado perdieron la vida Emanuel Attie, Jorge Luis Ávila, José Antonio González, Miguel Zubieta, Edmundo Delgado, Salomón Chocrón, Joseph Gershon, Lizzie Bezalel, Moshe Pardo, Faradj Movazeb, Chaya De Yaker, Vincent Pantaro, Albert About Attie, Mauricio Harrouche, Isaac Harrouche, Rami Gabbay, Saúl Schwartz, Martín Bin, James Ward Cain, y Omar Jean Francois. A ellos se agrega Lya Yamal, el presunto terrorista que introdujo la bomba en el avión.

## Recompensa
El gobierno de Estados Unidos ofreció en octubre de 2024, recompensa por información adicional a quien suministre antecedentes que conduzca a los cabecillas del atentado ocurrido hace 30 años en Panamá. 